# 吉川末次郎
吉川 末次郎（よしかわ すえじろう、1892年（明治25年）12月1日 - 1976年（昭和51年）11月20日）は、大正末から昭和期のジャーナリスト、社会運動家、政治家、法学者。参議院議員（1期）。次男は元東映プロデューサー吉川進。

## 経歴
京都府京都市出身。吉川利兵衛の養子となる。京都薬学校（現京都薬科大学）卒を経て、1918年（大正7年）同志社大学政治科を卒業した。1920年（大正9年）から1922年（大正11年）にかけて欧米に留学し、コロンビア大学政経部大学院などで学んだ。ロイター通信記者、日米時報主筆、帝都復興院嘱託、東京市政調査会研究員などを務め、社会運動に従事した。
1926年（大正15年）社会民衆党創立に加わり、1927年（昭和2年）京都支部創立に伴い支部長に就任。日本労働総同盟京都支部の再建に取り組み、社会民衆党、社会大衆党の常任中央執行委員などを務めた。1930年（昭和5年）東京市嘱託、その後、東京市会議員、東京府会議員に選出された。1937年（昭和12年）頃から右傾化し社会大衆党を除名され東方会に加わった。
1947年（昭和22年）4月の第1回参議院議員通常選挙で東京都地方区に日本社会党公認で出馬して当選し、参議院議員に1期在任した。この間、参議院治安及び地方制度委員長などを務めた。その後、1953年（昭和28年）4月の第3回通常選挙に立候補したが落選した。
1954年（昭和29年）「新地方行政の理論と実際」により法学博士の学位を受け、その後愛知大学、専修大学、東北学院大学で教授を務めた。
1966年（昭和41年）春の叙勲で勲三等旭日中綬章受章。
1976年（昭和51年）11月20日死去、83歳。死没日をもって正五位に叙される。

## 著作
- 亀井貫一郎との共著『民衆政治講座 第3巻』クララ社、1929年。
- 『部落会町内会利用の限界 : 国会議員候補者推薦人選出の母体たり得ず』吉川末次郎、1940年。
- 『民主主義の地方行政』帝国地方行政学会、1948年。
- 『政治論国家論ノート』文雅堂銀行研究社、1964年。